# NGC 6293

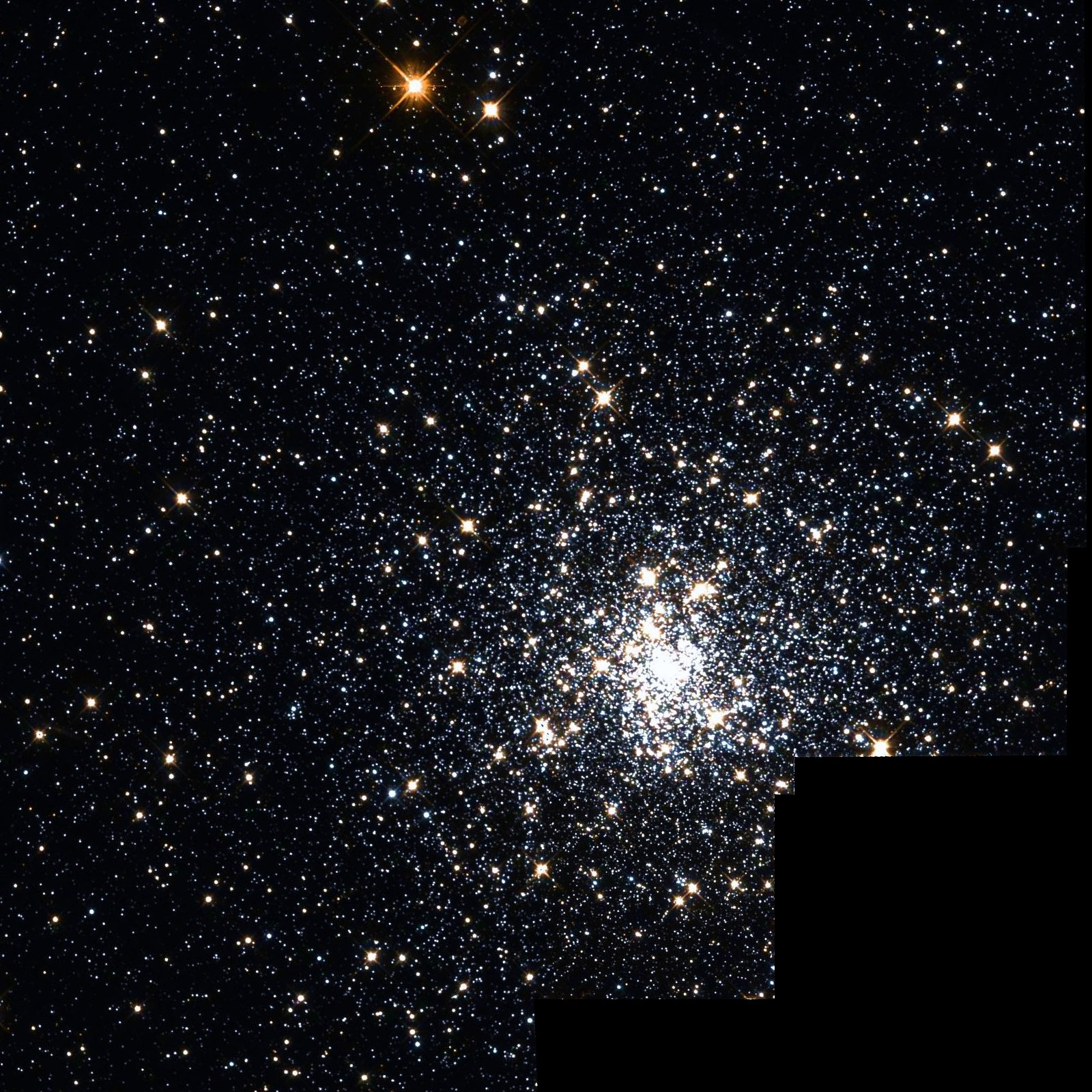
إن جي سي 6293

إن جي سي 6293 في الفلك (بالإنجليزية : NGC 6293) هو تجمع نجمي مغلق كري الشكل، ويوجد في كوكبة الحواء . يبلغ السطوع الظاهري تجمع 2و8 ويبلغ اتساعه 8 دقيقة قوسية ، وهو ينتمي إلى مجرتنا، مجرة درب التبانة.

## اقرأ أيضا
- إن جي سي 7318
- سديم الفراشة
- إن جي سي 2516
- إن جي سي
- سديم الجمجمة
- إن جي سي 3201
- مجرة راديوية
- مجرة حلزونية
- نجم
- مجرة
- قزم أبيض
- عملاق أحمر
- الانفجار العظيم
- خط زمني للانفجار العظيم
- نجم نيوتروني
- ثقب أسود
- انفجار أشعة غاما 080319ب
- انفجار أشعة غاما 090423
- انفجار أشعة غاما 970228

## وصلات خارجية
- موقع الكون في الإنترنت